# Fulesta
Il fulesta era un raccontatore romagnolo di fole, cioè di favole della tradizione orale o di storie, sia tratte dal repertorio epico-popolare o di ambientazione contemporanea. Il fulesta era spesso un girovago e, in tempi recenti, un rappresentante di commercio. Assieme all'arte di raccontare (nei trebbi, nelle piazze dei mercati, nelle cucine contadine) esercitava spesso i mestieri tipici delle fiere.
Uno degli ultimi fulesta è stato Augusto Baioni, figura ripresa negli anni novanta da Sergio Diotti nello spettacolo "Il tempo delle fiabe". Diotti ha mischiato la tradizione del fulesta con quella dei burattini, per esempio nello spettacolo di burattini Ehi tu! (Quando il Fulesta incontrò Pulcinella in Cina), per la regia di Stefano Giunchi, rappresentato al Carnevale di Venezia del 2006.
Ad oggi, l'arte di raccontare storie sembra definitivamente essersi spostata a teatro, per esempio nel 2008 la Compagnia Arrivano dal mare! ha ripreso la tradizione con "Il ciclo del fulesta, ovvero: L'uomo che racconta le Favole".